# Читта-Сант-Анджело
Читта-Сант-Анджело (итал. Città Sant'Angelo) — коммуна в Италии, располагается в регионе Абруццо, в провинции Пескара.
Население составляет 13239 человек (2008 г.), плотность населения составляет 221 чел./км². Занимает площадь 62 км². Почтовый индекс — 65013. Телефонный код — 085.
Покровителем коммуны почитается святой архангел Михаил, празднование в понедельник после третьего воскресения сентября.

## Демография
Динамика населения:

## Администрация коммуны
- Официальный сайт: http://www.comune.cittasantangelo.pe.it/